# Hortikultur

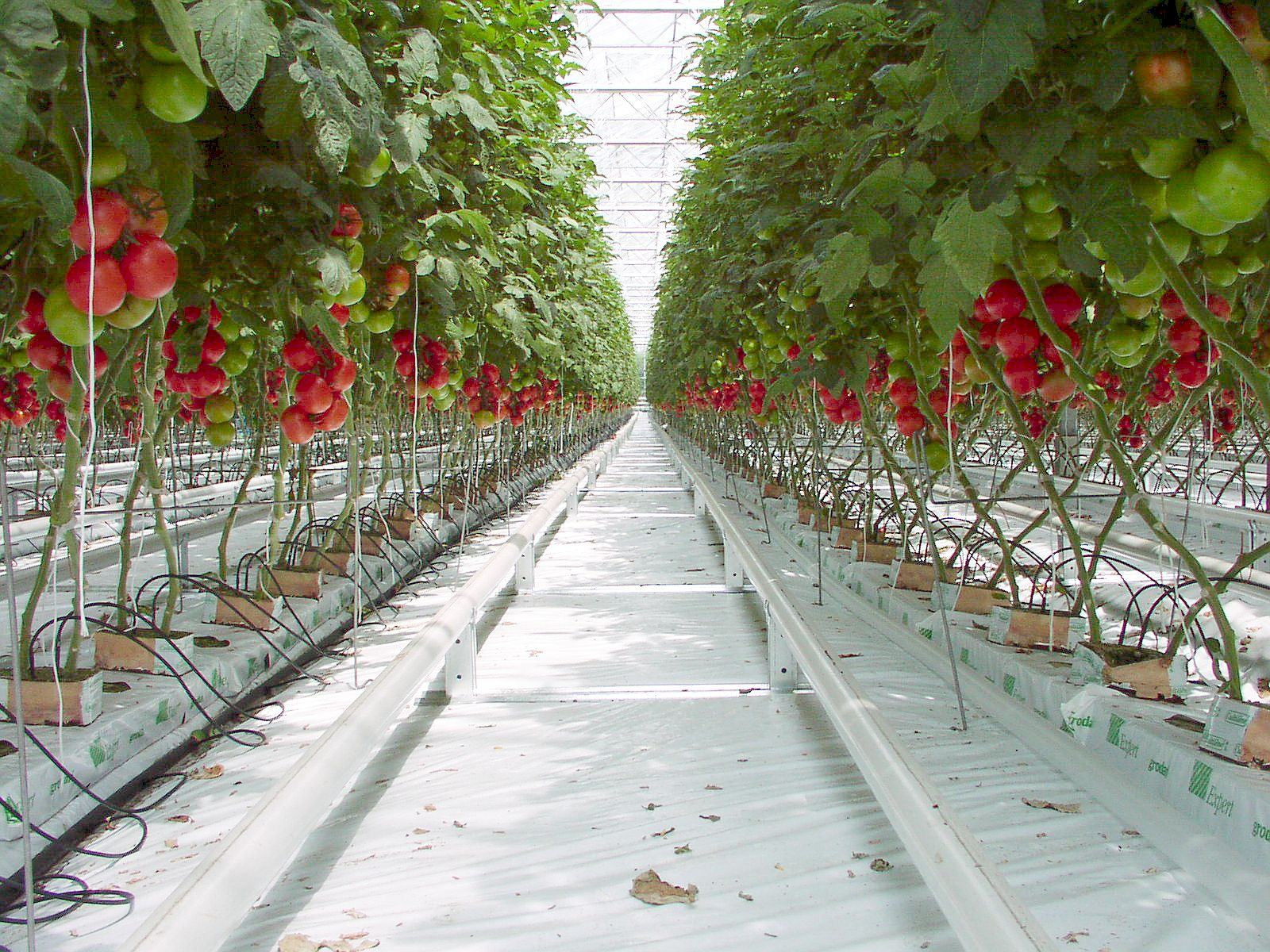
Hydroponisk odling av tomater i växthus

Hortikultur, kan även benämnas som trädgårdsodling på svenska, från latinets "hortus" (trädgård) och "cultura" (odling, skötsel, jordbruk), är konsten och vetenskapen att odla växter för att producera livsmedel, medicinska ingredienser, prydnader eller platser att vistas på. Hortonomer är yrkesverksamma personer som odlar blommor, frukter och nötter, grönsaker och örter samt prydnadsväxter så som träd, buskar och perenner. I yrkesmässig produktion ingår också lagring, hantering, distribution och marknadsföring av produkterna. Hortikultur innefattar även fritidsodling och trädgårdar för privatpersoner.
Trädgårdsodling bedrivs på landsbygden, i tätortsnära områden och i städer. Stads- och tätortsnära trädgårdsodling, som fortfarande är ett föga erkännt ämne, utvecklas just nu snabbt i och runt städer.

## Historia
Hortikultur har sina rötter i den tidiga mänskliga civilisationen och utvecklades parallellt med jordbruket. Den moderna hortikulturen började ta form under 1800-talet, men dess historia sträcker sig mycket längre tillbaka i tiden.

### Tidig historia
Hortikulturella praktiker kan spåras tillbaka till perioden mellan 10 000 och 20 000 år sedan, när människor började domesticera växter. Till en början odlades växter främst för föda, men så småningom började människor även odla växter för deras prydnadsvärde.

### Utveckling i Europa
I Europa började hortikulturen att särskilja sig från jordbruket under medeltiden. Under 1700-talet ökade importen av exotiska växter, vilket ledde till utvecklingen av de första hortikulturella mindre hantverksmässiga företagen, i Frankrike var det mindre  i hamnstäder längs Loire. Senare utvecklas hortikulturella storföretag, industrier, som etablerades runt städer som Paris, Orléans, Nice, Nantes och Angers.

### Modern hortikultur
Termen hortikultur blev allmänt använd runt 1850, i samband med industrialiseringen och specialiseringen inom jordbruksproduktion. De första moderna hortikulturella företagen grundades ofta av tidigare trädgårdsmästare från adliga och borgerliga hushåll.
Vetenskapliga sällskap spelade en viktig roll i utvecklingen av modern hortikultur. Till exempel grundades the Royal Horticultural Society i England 1804, Société royale d'horticulture de France i Frankrike 1827 och i Sverige Sveriges pomologiska förening år 1900, dagens Riksförbundet Svensk Trädgård. 
I över hundra år bedrev SJ en mycket omfattande trädgårdsverksamhet och
järnvägens trädgårdar var i början av 1900-talet en av de mest kända företrädarna för svensk trädgårdskonst. Under 1900-talet och fram till idag har hortikulturen genomgått en snabb utveckling, med framsteg inom växtförädling, odlingstekniker och teknologi. Urban och peri-urban hortikultur har också vuxit i betydelse, särskilt under de senaste decennierna.

## Ämnesområden
Det finns flera ämnesområden inom vetenskapen trädgårdsodling, bland annat:
- Olerikultur, grönsaksodling: produktion av grönsaker så som sallat, kål, potatis och majs.
- Pomologi, fruktodling: produktion av frukter, bär och nötter.
- Vitikultur, vinodling: produktion av druvor (i huvudsak avsedda för vinframställning).
- Florikultur, blomsterodling: produktion av blommande växter och prydnadsväxter.
- Arborikultur: odling och skötsel av enskilda träd, buskar, vinstockar och andra fleråriga trädradväxter, främst för landskaps- och rekreationsändamål.
- Odling av landskapsväxter: urval, produktion och skötsel av växter som används inom landskapsarkitekturen.

## Den svenska trädgårdsnäringen
Den svenska trädgårdsnäringen består av flera delar. Den kan delas upp i hortikulturell primärproduktion, utemiljöbranschen och fritidsodling. En branschbeskrivning genomförd 2012 visar att den samlade produktionen av varor och tjänster omfattar cirka 30 miljarder svenska kronor fördelat på 7 miljarder kronor i hortikulturell produktion av potatis, frukt, bär, grönsaker, svamp, prydnadsväxter och plantskoleväxter och cirka 22 miljarder kronor av utemiljötjänster.

## Livsmedelsproduktion i trädgårdsnäringen
Hortikulturell produktion av livsmedel skiljer sig mellan olika länder bland annat beroende på klimat och tillgång till odlingsteknik. Exempel på produkter är frukt, bär, grönsaker, svamp och alger och de är ett viktigt inslag i kosten både för hälsa och för livskvalitet.
Den svenska trädgårdsnäringens livsmedelsproduktion bedrivs såväl på friland, i växthus och med en enklare täckning i tunnlar. På friland odlas ofta grönsaker som exempelvis morot, lök, vitkål och rödbeta. Den vanligaste fruktodlingen är äpple, men även päron, plommon och körsbär odlas. Inom bärodlingen dominerar jordgubbar men också andra bär, som hallon, odlas professionellt. I växthus odlas främst gurka, tomat, kryddor och sallad. Det är vanligt att växthusproduktionen sker genom hydroponisk odling, det vill säga med tillförsel av näring via en näringslösning.  Det finns också en ökande produktion av ekologiskt odlade grönsaker, frukt och bär i Sverige.[källa behövs]

## Forskning i hortikultur
Hortikultur är ett tvärvetenskapligt område och forskning bedrivs med bas i olika vetenskapsdiscipliner. Forskningsprojekt kan exempelvis ha en tydlig anknytning till biologi, såsom frågeställningar relaterat till näringsupptag och sortskillnader, eller kanske baseras på ekonomi och marknad, såsom frågeställningar relaterat till konsumenter och deras val av hortikulturella produkter. Det är vanligt att forskningsprojekten i sig är tvärvetenskapliga –  exempelvis kan effekter av odling i staden studeras både ur produktions-, försörjnings- och folkhälsoperspektiv.
Forskningen kan vara tillämpad. Exempelvis kan studier göras kring lämpliga koncentrationer av mikronäringsämnen för olika grödor och den kunskap som kommer fram kan direkt användas i näringen. Också grundforskning, där den direkta användningen inte ligger lika nära, är viktig. Exempel på denna typ av forskning är att studera hur den naturliga mikrofloran, det vill säga svampar och bakterier, på produktens yta interagerar med en främmande och smittsam mikroorganism som exempelvis vissa grupper av E. coli.     

## Utbildningar inom hortikultur
Utbildning till hortonom och trädgårdsingenjör finns på Sveriges lantbruksuniversitet i Alnarp.